# Майами-Дейд
Майа́ми-Дейд (англ. Miami-Dade County) — округ в штате Флорида, США. Административный центр округа — город Майами. По данным переписи за 2010 год число жителей округа составляло 2 496 435 человек. Майами-Дейд — крупнейший по населению округ во Флориде и седьмой в США. В округ входит 34 инкорпорированных города,

## История
Округ был создан 18 января 1836 года на основании Земельного закона США. Он был назван в честь Фрэнсиса Л. Дейда, до 1997 года назывался округ Дейд.
Дважды (1957 и 1962) округ был награждён премией «All-America City Award» (с англ. — «Всеамериканский город») присуждаемой Национальной гражданской лигой, которую неофициально называют «Нобелевской премией за конструктивное гражданство» и которая выдается за активную гражданскую позицию жителей некорпоративных сообществ Соединённых Штатов в жизни местного самоуправления. 

## География
Округ расположен в южной части штата. На востоке и юге омывается водами Атлантического океана. Средняя высота территории над уровнем моря составляет 1,8 м.
По данным Бюро переписи населения США округ Майами-Дейд имеет общую площадь в 6296 км², из которых 4916 км² занимает земля и 1380 км² — вода. Площадь водных ресурсов округа составляет 21,9 % от всей его площади.
Граничит с округами:
- Брауард (на севере),
- Коллиер (на северо-западе)
- Монро (на юге и западе).

## Население
| Год переписи | Нас.    |  | %±     |
| ------------ | ------- |  | ------ |
| 1840         | 446     |  | —      |
| 1850         | 159     |  | −64,3% |
| 1860         | 83      |  | −47,8% |
| 1870         | 85      |  | 2,4%   |
| 1880         | 257     |  | 202,4% |
| 1890         | 861     |  | 235%   |
| 1900         | 4955    |  | 475,5% |
| 1910         | 11933   |  | 140,8% |
| 1920         | 42753   |  | 258,3% |
| 1930         | 142955  |  | 234,4% |
| 1940         | 267739  |  | 87,3%  |
| 1950         | 495084  |  | 84,9%  |
| 1960         | 935047  |  | 88,9%  |
| 1970         | 1267792 |  | 35,6%  |
| 1980         | 1625781 |  | 28,2%  |
| 1990         | 1937094 |  | 19,1%  |
| 2000         | 2253362 |  | 16,3%  |
| 2010         | 2496435 |  | 10,8%  |
| 2017         | 2751796 |  | 10,2%  |

В 2010 году на территории округа проживало 2 496 435 человек (из них 48,4 % мужчин и 51,6 % женщин), насчитывалось 867 352 домашних хозяйства и 602 911 семей. Расовый состав: белые — 73,8 %, афроамериканцы — 18,9 %, коренные американцы — 0,2 % и представители двух и более рас — 2,4 %.
Население округа по возрастному диапазону по данным переписи 2010 года распределилось следующим образом: 21,9 % — жители младше 18 лет, 4,2 % — между 18 и 21 годами, 59,8 % — от 21 до 65 лет и 14,1 % — в возрасте 65 лет и старше. Средний возраст населения — 38,2 лет. На каждые 100 женщин в Майами-Дейд приходилось 93,8 мужчин, при этом на 100 совершеннолетних женщин приходилось уже 91,0 мужчины сопоставимого возраста.
Из 867 352 домашнего хозяйства 69,5 % представляли собой семьи: 43,8 % совместно проживающих супружеских пар (19,1 % с детьми младше 18 лет); 18,8 % — женщины, проживающие без мужей и 6,9 % — мужчины, проживающие без жён. 30,5 % не имели семьи. В среднем домашнее хозяйство ведут 2,83 человека, а средний размер семьи — 3,33 человека. В одиночестве проживали 23,5 % населения, 8,4 % составляли одинокие пожилые люди (старше 65 лет).
В состав округа входит город Санни-Айлс-Бич (англ. Sunny Isles Beach), который получил прозвище Маленькая Москва в связи с большим количеством русских.

## Экономика
В 2016 году из 2 178 775 трудоспособных жителей старше 16 лет имели работу 1 235 165 человек. В 2014 году медианный доход на семью оценивался в 50 373 $, на домашнее хозяйство — в 44 224 $. Доход на душу населения — 24 515 $. 16,3 % от всего числа семей в Майами-Дейде и 19,9 % от всей численности населения находилось на момент переписи за чертой бедности.

## Города-побратимы
- Новый Тайбэй, Тайвань[4]